# Страдубский сельсовет
Страдубский сельсовет (белор. Страдубскі сельсавет) — административная единица на территории Лоевского района Гомельской области Республики Беларусь. Административный центр — агрогородок Страдубка.

## География
Расположен в северо-западной части Лоевского района.
Между Рекорд и Бушатин, в 18 км от Лоев расположено Днепро-Брагинское водохранилище.

## Население
- 2009 — 676 чел
- 2023 — 1127 чел

## Состав
Страдубский сельсовет включает 18 населённых пунктов:
- Борец — посёлок
- Бушатин — деревня
- Городок — посёлок
- Восход — деревня
- Исаковичи — деревня
- Казимировка — деревня
- Кошовое — посёлок
- Марс — посёлок
- Первомайск — деревня
- Переделка — агрогородок
- Победитель — посёлок
- Подречицкое — посёлок
- Рекорд — деревня
- Прогресс — посёлок
- Рудня Каменева — деревня
- Страдубка — агрогородок
- Сутково — посёлок
- Чаплин — деревня

Упразднённые населённые пункты:
- Громыки — деревня